# Konrad Hojer
Konrad Hojer, auch Konrad Höjer oder Konrad Hoyer, (* 16. Jahrhundert in Lüdenhausen; † wohl März 1626) war ein deutscher Kirchenlieddichter.

## Leben und Werk
Konrad Hojer, gebürtig von Lüdenhausen, ist seit 1583 im Kloster Möllenbeck als Bruder belegt. Dort hielt er 1599 die Leichenpredigt beim Begräbnis des erwählten Mindener Bischofs Anton. 1603 wurde er Viceprior in Möllenbeck. Im Juni 1611 wurde ihm vom Pfalzgrafen Michael Meier die Dichterkrone verliehen. Er starb vermutlich im März 1626.
Hojer verfasste neben Katechesen geistliche Gedichte in deutscher und lateinischer Sprache. Einige seiner Werke veröffentlichte er in einem Sammelwerk 1614, wobei nicht mehr ermittelt werden kann, welche Gedichte von ihm selbst und welche aus fremder Feder stammen und von Hojer nur überarbeitet wurden. Er selbst schrieb zu den überarbeiteten Gedichten in dem Sammelwerk: Von mich in deutsche Reime gesetzet. Der Autor des ADB-Artikels erklärt den Grammatikfehler mich damit, Hojer sei die Niederdeutsche Sprache gewohnt gewesen. Die dann folgenden, als eiusdem authoris betitelten Lieder könnten Hojer zugewiesen werden, außerdem womöglich Ach Gott, wie manches Herzeleid begegnet mir zu dieser Zeit.

## Werke
- Die fünf Hauptstücke christlicher Lehre, Abend- und Morgensegen (Stadthagen 1614)